# جزيرة ميراك الكبرى
جزيرة ميراك الكبرى وهي جزيرة من جزر إندونيسيا، وتقع في المحيط الهندي غرب جاوه، في  إقليم بنتن.